# Templeton Peak
Der Templeton Peak ist ein rund 1400 m hoher Berg im ostantarktischen Viktorialand. In der Saint Johns Range ragt er 2,2 km südwestlich des Mount Swinford aus einem Gebirgskamm zwischen dem Ringer Valley und dem Deshler Valley auf.
Das New Zealand Geographic Board benannte ihn 2005 nach dem neuseeländischen Diplomaten und Politiker Malcolm Templeton (1924–2017), Autor des Buchs A Wise Adventure – New Zealand and the Antarctic 1920–1960 (ISBN 0-86473-403-4).